# 2019年のアメリカンリーグチャンピオンシップシリーズ
2019年の野球において、メジャーリーグベースボール（MLB）のポストシーズンは10月1日に開幕した。アメリカンリーグの第50回リーグチャンピオンシップシリーズ（英語: 50th American League Championship Series、以下「リーグ優勝決定戦」と表記）は、12日から19日にかけて計6試合が開催された。その結果、ヒューストン・アストロズ（西地区）がニューヨーク・ヤンキース（東地区）を4勝2敗で下し、2年ぶり3回目のリーグ優勝およびワールドシリーズ進出を果たした。
両球団がポストシーズンで対戦するのは、2017年のリーグ優勝決定戦以来2年ぶり3度目。アストロズは、3勝2敗とシリーズ制覇に王手をかけて臨んだ第6戦をホセ・アルトゥーベのサヨナラ本塁打で勝利した。ポストシーズンのシリーズ突破を決めるサヨナラ本塁打と、リーグ優勝決定戦の突破を決めるサヨナラ勝利は、いずれも史上11度目。その両方の条件を満たすリーグ優勝決定戦突破決定サヨナラ本塁打となると、2014年ナショナルリーグでサンフランシスコ・ジャイアンツのトラビス・イシカワが放って以来5年ぶり5度目となる。アルトゥーベは6試合で打率.348・2本塁打・3打点・OPS 1.097を記録し、シリーズMVPに選出された。しかしアストロズは、ワールドシリーズではナショナルリーグ王者ワシントン・ナショナルズに3勝4敗で敗れ、2年ぶり2度目の優勝を逃した。
今シリーズの冠スポンサーは、自動車保険会社のGEICOが務める。したがって大会名はアメリカンリーグチャンピオンシップシリーズ presented by GEICO（英語: American League Championship Series presented by GEICO）となる。

## 両チームの2019年
10月7日にまずヤンキース（東地区優勝）が、そして10日にはアストロズ（西地区優勝）が、それぞれ地区シリーズ突破を決めてリーグ優勝決定戦へ駒を進めた。
ヤンキースは前年の地区シリーズで敗退後、オフにはブライス・ハーパーやマニー・マチャドといった大物FA選手の獲得に動かなかったことで批判を集めた。2019年はシーズン開幕から、投手陣ではエースのルイス・セベリーノや救援のデリン・ベタンセス、野手陣では中心打者ジャンカルロ・スタントンら複数の主力が怪我でほとんど出場できなかったにもかかわらず、前半戦終了時には57勝31敗で2位タンパベイ・レイズに6.5ゲーム差をつけて地区首位に立った。後半戦も選手の故障離脱は止まらず、MLB史上初めて年間で30選手が故障者リスト入りし、リスト入り選手の総欠場試合数2,776はこの年の2位を600以上も上回った。それでも勝利のペースが落ちることはなく、9月19日には100勝到達と同時に7年ぶりの地区優勝を決めた。平均得点5.82はリーグ最高、防御率4.31はリーグ6位。打線は本塁打数がリーグで2番目に多く、投手陣は先発ローテーションがジェームズ・パクストンを除いて防御率4点台だったものの、勝ちパターンの継投が確立されていた。故障者続出のチームを支えたのは野手ではDJ・ルメイユやジオ・ウルシェラ、救援投手ではザック・ブリットンやアダム・オッタビーノといった、オフに獲得あるいは再契約した選手たちであり、ハーパーやマチャドではなく彼らを補強したのは結果的には正解だった。地区シリーズではミネソタ・ツインズを3勝0敗で下した。
アストロズでは前年のリーグ優勝決定戦敗退後、先発ローテーションからダラス・カイケルとチャーリー・モートンがFA移籍で、ランス・マッカラーズ・ジュニアがトミー・ジョン手術で抜け、2枚看板のジャスティン・バーランダーとゲリット・コールを残して500イニング分の穴が生まれた。その穴はウェイド・マイリーの獲得と内部配置転換で埋めることとなり、他方で打線にはマイケル・ブラントリーとロビンソン・チリノスが加わった。2019年は、4月28日にチリノスの決勝3点本塁打で試合に勝利して地区首位へ浮上すると、その座を守りながらシーズンを進め、前半戦終了時点では57勝33敗で2位オークランド・アスレチックスに7.0ゲーム差をつける。その後、トレードではザック・グレインキーを獲得して先発ローテーションを強化した。後半戦もアスレチックスを寄せ付けず、結局は前述の4月28日以降一度も首位を譲らないまま、9月22日に地区3連覇を決めた。3年連続のレギュラーシーズン100勝超えは、MLB史上15年ぶり6球団目である。平均得点5.68はリーグ3位、防御率3.66はリーグ最高。打線では主力選手8人がOPS.790以上を記録し、なかでもヨルダン・アルバレスは新人ながら82試合で27本塁打・77打点と強打を発揮した。投手陣では、バーランダーとコールが勝利・防御率・奪三振・被打率でリーグのトップ2を占めた。地区シリーズではレイズを3勝2敗で下した。
リーグ優勝決定戦の第1・2・6・7戦を本拠地で開催できる "ホームフィールド・アドバンテージ" は、地区優勝球団どうしが対戦する場合はレギュラーシーズンの勝率がより高いほうの球団に、地区優勝球団とワイルドカード球団が対戦する場合は地区優勝球団に与えられる。したがって今シリーズでは、アストロズがアドバンテージを得る。この年のレギュラーシーズンでは両球団は7試合対戦し、アストロズが4勝3敗と勝ち越していた。

## ロースター
両チームの出場選手登録（ロースター）は以下の通り。
- 名前の横の★はこの年のオールスターゲームに選出された選手を、＃はレギュラーシーズン開幕後に入団した選手を示す。
- 年齢は今シリーズ開幕時点でのもの。

| ニューヨーク・ヤンキース | ニューヨーク・ヤンキース | ニューヨーク・ヤンキース | ニューヨーク・ヤンキース       | ニューヨーク・ヤンキース | ニューヨーク・ヤンキース | ニューヨーク・ヤンキース | ヒューストン・アストロズ | ヒューストン・アストロズ | ヒューストン・アストロズ | ヒューストン・アストロズ    | ヒューストン・アストロズ | ヒューストン・アストロズ | ヒューストン・アストロズ |
| 守備位置                 | 背番号                   | 出身                     | 選手                           | 投                       | 打                       | 年齢                     | 守備位置                 | 背番号                   | 出身                     | 選手                        | 投                       | 打                       | 年齢                     |
| ------------------------ | ------------------------ | ------------------------ | ------------------------------ | ------------------------ | ------------------------ | ------------------------ | ------------------------ | ------------------------ | ------------------------ | --------------------------- | ------------------------ | ------------------------ | ------------------------ |
| 投手                     | 53                       | アメリカ合衆国の旗       | ザック・ブリットン             | 左                       | 左                       | 31                       | 投手                     | 66                       | ドミニカ共和国の旗       | ブライアン・アブレイユ      | 右                       | 右                       | 22                       |
| 投手                     | 85                       | メキシコの旗             | ルイス・セッサ                 | 右                       | 右                       | 27                       | 投手                     | 45                       | アメリカ合衆国の旗       | ゲリット・コール★           | 右                       | 右                       | 29                       |
| 投手                     | 54                       | キューバの旗             | アロルディス・チャップマン★    | 左                       | 左                       | 31                       | 投手                     | 21                       | アメリカ合衆国の旗       | ザック・グレインキー★＃     | 右                       | 右                       | 35                       |
| 投手                     | 57                       | アメリカ合衆国の旗       | チャド・グリーン               | 右                       | 左                       | 28                       | 投手                     | 36                       | アメリカ合衆国の旗       | ウィル・ハリス              | 右                       | 右                       | 35                       |
| 投手                     | 34                       | アメリカ合衆国の旗       | J.A.ハップ                     | 左                       | 左                       | 36                       | 投手                     | 39                       | アメリカ合衆国の旗       | ジョシュ・ジェームズ        | 右                       | 右                       | 26                       |
| 投手                     | 48                       | アメリカ合衆国の旗       | トミー・ケインリー             | 右                       | 右                       | 30                       | 投手                     | 54                       | メキシコの旗             | ロベルト・オスナ            | 右                       | 右                       | 24                       |
| 投手                     | 43                       | ニカラグアの旗           | ジョナタン・ロアイシガ         | 右                       | 右                       | 24                       | 投手                     | 41                       | アメリカ合衆国の旗       | ブラッド・ピーコック        | 右                       | 右                       | 31                       |
| 投手                     | 70                       | アメリカ合衆国の旗       | タイラー・ライオンズ＃         | 左                       | 左                       | 31                       | 投手                     | 55                       | アメリカ合衆国の旗       | ライアン・プレスリー★       | 右                       | 右                       | 30                       |
| 投手                     | 0                        | アメリカ合衆国の旗       | アダム・オッタビーノ           | 右                       | 両                       | 33                       | 投手                     | 30                       | ベネズエラの旗           | ヘクター・ロンドン          | 右                       | 右                       | 31                       |
| 投手                     | 65                       | カナダの旗               | ジェームズ・パクストン         | 左                       | 左                       | 30                       | 投手                     | 38                       | アメリカ合衆国の旗       | ジョー・スミス              | 右                       | 右                       | 35                       |
| 投手                     | 52                       | アメリカ合衆国の旗       | CC・サバシア                   | 左                       | 左                       | 39                       | 投手                     | 65                       | メキシコの旗             | ホセ・ウルキディ            | 右                       | 右                       | 24                       |
| 投手                     | 40                       | ドミニカ共和国の旗       | ルイス・セベリーノ             | 右                       | 右                       | 25                       | 投手                     | 35                       | アメリカ合衆国の旗       | ジャスティン・バーランダー★ | 右                       | 右                       | 36                       |
| 投手                     | 19                       | 日本の旗                 | 田中将大★                      | 右                       | 右                       | 30                       | 捕手                     | 12                       | プエルトリコの旗         | マーティン・マルドナード＃  | 右                       | 右                       | 33                       |
| 捕手                     | 28                       | アメリカ合衆国の旗       | オースティン・ロマイン         | 右                       | 右                       | 30                       | 捕手                     | 28                       | ベネズエラの旗           | ロビンソン・チリノス        | 右                       | 右                       | 35                       |
| 捕手                     | 24                       | ドミニカ共和国の旗       | ゲイリー・サンチェス★          | 右                       | 右                       | 26                       | 内野手                   | 27                       | ベネズエラの旗           | ホセ・アルトゥーベ          | 右                       | 右                       | 29                       |
| 内野手                   | 30                       | ドミニカ共和国の旗       | エドウィン・エンカーナシオン＃ | 右                       | 右                       | 36                       | 内野手                   | 2                        | アメリカ合衆国の旗       | アレックス・ブレグマン★     | 右                       | 右                       | 25                       |
| 内野手                   | 18                       | オランダの旗             | ディディ・グレゴリウス         | 右                       | 左                       | 29                       | 内野手                   | 1                        | プエルトリコの旗         | カルロス・コレア            | 右                       | 右                       | 25                       |
| 内野手                   | 26                       | アメリカ合衆国の旗       | DJ・ルメイユ★                  | 右                       | 右                       | 31                       | 内野手                   | 16                       | キューバの旗             | アレドミス・ディアス        | 右                       | 右                       | 29                       |
| 内野手                   | 25                       | ベネズエラの旗           | グレイバー・トーレス★          | 右                       | 右                       | 22                       | 内野手                   | 10                       | キューバの旗             | ユリ・グリエル              | 右                       | 右                       | 35                       |
| 内野手                   | 29                       | コロンビアの旗           | ジオ・ウルシェラ               | 右                       | 右                       | 28                       | 外野手                   | 44                       | キューバの旗             | ヨルダン・アルバレス        | 右                       | 左                       | 22                       |
| 外野手                   | 11                       | アメリカ合衆国の旗       | ブレット・ガードナー           | 左                       | 左                       | 36                       | 外野手                   | 23                       | アメリカ合衆国の旗       | マイケル・ブラントリー★     | 左                       | 左                       | 32                       |
| 外野手                   | 31                       | アメリカ合衆国の旗       | アーロン・ヒックス             | 右                       | 両                       | 30                       | 外野手                   | 6                        | アメリカ合衆国の旗       | ジェイク・マリスニック      | 右                       | 右                       | 28                       |
| 外野手                   | 99                       | アメリカ合衆国の旗       | アーロン・ジャッジ             | 右                       | 右                       | 27                       | 外野手                   | 22                       | アメリカ合衆国の旗       | ジョシュ・レディック        | 右                       | 左                       | 32                       |
| 外野手                   | 38                       | アメリカ合衆国の旗       | キャメロン・メイビン＃         | 右                       | 右                       | 32                       | 外野手                   | 4                        | アメリカ合衆国の旗       | ジョージ・スプリンガー★     | 右                       | 右                       | 30                       |
| 外野手                   | 27                       | アメリカ合衆国の旗       | ジャンカルロ・スタントン       | 右                       | 右                       | 29                       | 外野手                   | 3                        | アメリカ合衆国の旗       | カイル・タッカー            | 右                       | 左                       | 22                       |

ヤンキースは地区シリーズのロースターから、投手をひとり増やすかたちで2選手を入れ替えた。外れたのはともに野手のルーク・ボイトとタイラー・ウェイドであり、加わったのは投手のCC・サバシアと外野手のアーロン・ヒックスである。チームはレギュラーシーズン最終週の時点でポストシーズンを見据えて、本来は先発投手であるサバシアに救援登板を1試合経験させており、今シリーズではヨルダン・アルバレスなど左の強打者に対する救援起用が想定される。ヒックスは右肘の屈筋を痛め、8月3日を最後に2か月以上欠場していた。アストロズが投手陣12人全員を右投げで揃えたのに対し、ヤンキースの野手陣には左打者がディディ・グレゴリウスとブレット・ガードナーのふたりしかおらず、スイッチヒッターのヒックスは貴重な存在となる。ボイトとウェイドは、いずれも地区シリーズでは出場機会を得られなかった。
アストロズもまた、地区シリーズのロースターから投手をひとり増やすかたちで2選手を入れ替えた。外れたのは投手のウェイド・マイリーと野手のマイルズ・ストローであり、加わったのはともに投手のブライアン・アブレイユとブラッド・ピーコックである。地区シリーズでは、マイリーは第3戦で4点ビハインドの4回裏二死一・二塁から登板し2.2イニング3失点、ストローは出番なしに終わった。左投手のマイリーは相手打線に右打者が多いことから、ストローは守備・走塁のいい外野手という特徴がジェイク・マリスニックと重なることから、それぞれロースター漏れとなった。アブレイユはヤンキースとの対戦経験がないことと、球に力があり三振を多く奪えることが評価されてロースター入りした。ピーコックは肩の故障からの復帰で、相手右打者のOPSをこの年.553に抑えていることとイニングまたぎもできることが強みとなる。

## 試合結果
2019年のアメリカンリーグ優勝決定戦は10月12日に開幕し、途中に移動日と雨天中止を挟んで8日間で6試合が行われた。日程・結果は以下の通り。
| 日付                                                    | 試合  | ビジター球団（先攻）     | スコア   | ホーム球団（後攻）       | 開催球場               | 開催球場                                   |
| ------------------------------------------------------- | ----- | ------------------------ | -------- | ------------------------ | ---------------------- | ------------------------------------------ |
| 10月12日（土）                                          | 第1戦 | ニューヨーク・ヤンキース | 7－0     | ヒューストン・アストロズ | ミニッツメイド・パーク | ミニッツメイド・パークヤンキー・スタジアム |
| 10月13日（日）                                          | 第2戦 | ニューヨーク・ヤンキース | 2－3x    | ヒューストン・アストロズ | ミニッツメイド・パーク | ミニッツメイド・パークヤンキー・スタジアム |
| 10月14日（月）                                          |       | 移動日                   | 移動日   | 移動日                   |                        | ミニッツメイド・パークヤンキー・スタジアム |
| 10月15日（火）                                          | 第3戦 | ヒューストン・アストロズ | 4－1     | ニューヨーク・ヤンキース | ヤンキー・スタジアム   | ミニッツメイド・パークヤンキー・スタジアム |
| 10月16日（水）                                          | 第4戦 | 雨天順延                 | 雨天順延 | 雨天順延                 | ヤンキー・スタジアム   | ミニッツメイド・パークヤンキー・スタジアム |
| 10月17日（木）                                          | 第4戦 | ヒューストン・アストロズ | 8－3     | ニューヨーク・ヤンキース | ヤンキー・スタジアム   | ミニッツメイド・パークヤンキー・スタジアム |
| 10月18日（金）                                          | 第5戦 | ヒューストン・アストロズ | 1－4     | ニューヨーク・ヤンキース | ヤンキー・スタジアム   | ミニッツメイド・パークヤンキー・スタジアム |
| 10月19日（土）                                          | 第6戦 | ニューヨーク・ヤンキース | 4－6x    | ヒューストン・アストロズ | ミニッツメイド・パーク | ミニッツメイド・パークヤンキー・スタジアム |
| 優勝：ヒューストン・アストロズ（4勝2敗 / 2年ぶり3度目） |       |                          |          |                          |                        | ミニッツメイド・パークヤンキー・スタジアム |

### 第1戦 10月12日
- ミニッツメイド・パーク（テキサス州ヒューストン）

|                          | 1 | 2 | 3 | 4 | 5 | 6 | 7 | 8 | 9 | R | H  | E |
| ------------------------ | - | - | - | - | - | - | - | - | - | - | -- | - |
| ニューヨーク・ヤンキース | 0 | 0 | 0 | 1 | 0 | 2 | 2 | 0 | 2 | 7 | 13 | 0 |
| ヒューストン・アストロズ | 0 | 0 | 0 | 0 | 0 | 0 | 0 | 0 | 0 | 0 | 3  | 1 |

1. 勝利：田中将大（1勝）
2. 敗戦：ザック・グレインキー（1敗）
3. 本塁打
NYY：グレイバー・トーレス1号ソロ、ジャンカルロ・スタントン1号ソロ、ジオ・ウルシェラ1号ソロ
4. 審判
［球審］ビル・ウェルキー
［塁審］一塁: コーリー・ブレイザー、二塁: ジェフ・ネルソン、三塁: ダン・ベリーノ
［外審］左翼: カーウィン・ダンリー、右翼: マーク・カールソン
5. 試合開始時刻: 中部夏時間（UTC-5）午後7時9分  試合時間: 3時間11分  観客: 4万3311人  気温: 68°F（20°C）
詳細: MLB.com Gameday / ESPN.com / Baseball-Reference.com / Fangraphs

| ニューヨーク・ヤンキース | ニューヨーク・ヤンキース | ニューヨーク・ヤンキース | ニューヨーク・ヤンキース | ニューヨーク・ヤンキース | ヒューストン・アストロズ | ヒューストン・アストロズ | ヒューストン・アストロズ | ヒューストン・アストロズ | ヒューストン・アストロズ |
| ------------------------ | ------------------------ | ------------------------ | ------------------------ | --- | ------------------------ | ------------------------ | ------------------------ | ------------------------ | --- |
| 打順                     | 守備                     | 選手                     | 打席                     | 田中将大G・サンチェスD・ルメイユG・トーレスG・ウルシェラD・グレゴリウスG・スタントンB・ガードナーA・ジャッジE・エンカー · ナシオン | 打順                     | 守備                     | 選手                     | 打席                     | Z・グレインキーR・チリノスY・グリエルJ・アルトゥーベA・ブレグマンC・コレアM・ブラントリーG・スプリンガーK・タッカーY・アルバレス |
| 1                        | 一                       | D・ルメイユ              | 右                       | 田中将大G・サンチェスD・ルメイユG・トーレスG・ウルシェラD・グレゴリウスG・スタントンB・ガードナーA・ジャッジE・エンカー · ナシオン | 1                        | 中                       | G・スプリンガー          | 右                       | Z・グレインキーR・チリノスY・グリエルJ・アルトゥーベA・ブレグマンC・コレアM・ブラントリーG・スプリンガーK・タッカーY・アルバレス |
| 2                        | 右                       | A・ジャッジ              | 右                       | 田中将大G・サンチェスD・ルメイユG・トーレスG・ウルシェラD・グレゴリウスG・スタントンB・ガードナーA・ジャッジE・エンカー · ナシオン | 2                        | 左                       | M・ブラントリー          | 左                       | Z・グレインキーR・チリノスY・グリエルJ・アルトゥーベA・ブレグマンC・コレアM・ブラントリーG・スプリンガーK・タッカーY・アルバレス |
| 3                        | 二                       | G・トーレス              | 右                       | 田中将大G・サンチェスD・ルメイユG・トーレスG・ウルシェラD・グレゴリウスG・スタントンB・ガードナーA・ジャッジE・エンカー · ナシオン | 3                        | 二                       | J・アルトゥーベ          | 右                       | Z・グレインキーR・チリノスY・グリエルJ・アルトゥーベA・ブレグマンC・コレアM・ブラントリーG・スプリンガーK・タッカーY・アルバレス |
| 4                        | DH                       | E・エンカーナシオン      | 右                       | 田中将大G・サンチェスD・ルメイユG・トーレスG・ウルシェラD・グレゴリウスG・スタントンB・ガードナーA・ジャッジE・エンカー · ナシオン | 4                        | 三                       | A・ブレグマン            | 右                       | Z・グレインキーR・チリノスY・グリエルJ・アルトゥーベA・ブレグマンC・コレアM・ブラントリーG・スプリンガーK・タッカーY・アルバレス |
| 5                        | 左                       | G・スタントン            | 右                       | 田中将大G・サンチェスD・ルメイユG・トーレスG・ウルシェラD・グレゴリウスG・スタントンB・ガードナーA・ジャッジE・エンカー · ナシオン | 5                        | DH                       | Y・アルバレス            | 左                       | Z・グレインキーR・チリノスY・グリエルJ・アルトゥーベA・ブレグマンC・コレアM・ブラントリーG・スプリンガーK・タッカーY・アルバレス |
| 6                        | 中                       | B・ガードナー            | 左                       | 田中将大G・サンチェスD・ルメイユG・トーレスG・ウルシェラD・グレゴリウスG・スタントンB・ガードナーA・ジャッジE・エンカー · ナシオン | 6                        | 一                       | Y・グリエル              | 右                       | Z・グレインキーR・チリノスY・グリエルJ・アルトゥーベA・ブレグマンC・コレアM・ブラントリーG・スプリンガーK・タッカーY・アルバレス |
| 7                        | 捕                       | G・サンチェス            | 右                       | 田中将大G・サンチェスD・ルメイユG・トーレスG・ウルシェラD・グレゴリウスG・スタントンB・ガードナーA・ジャッジE・エンカー · ナシオン | 7                        | 遊                       | C・コレア                | 右                       | Z・グレインキーR・チリノスY・グリエルJ・アルトゥーベA・ブレグマンC・コレアM・ブラントリーG・スプリンガーK・タッカーY・アルバレス |
| 8                        | 三                       | G・ウルシェラ            | 右                       | 田中将大G・サンチェスD・ルメイユG・トーレスG・ウルシェラD・グレゴリウスG・スタントンB・ガードナーA・ジャッジE・エンカー · ナシオン | 8                        | 右                       | K・タッカー              | 左                       | Z・グレインキーR・チリノスY・グリエルJ・アルトゥーベA・ブレグマンC・コレアM・ブラントリーG・スプリンガーK・タッカーY・アルバレス |
| 9                        | 遊                       | D・グレゴリウス          | 左                       | 田中将大G・サンチェスD・ルメイユG・トーレスG・ウルシェラD・グレゴリウスG・スタントンB・ガードナーA・ジャッジE・エンカー · ナシオン | 9                        | 捕                       | R・チリノス              | 右                       | Z・グレインキーR・チリノスY・グリエルJ・アルトゥーベA・ブレグマンC・コレアM・ブラントリーG・スプリンガーK・タッカーY・アルバレス |
| 先発投手                 | 先発投手                 | 先発投手                 | 投球                     | 田中将大G・サンチェスD・ルメイユG・トーレスG・ウルシェラD・グレゴリウスG・スタントンB・ガードナーA・ジャッジE・エンカー · ナシオン | 先発投手                 | 先発投手                 | 先発投手                 | 投球                     | Z・グレインキーR・チリノスY・グリエルJ・アルトゥーベA・ブレグマンC・コレアM・ブラントリーG・スプリンガーK・タッカーY・アルバレス |
| 田中将大                 | 田中将大                 | 田中将大                 | 右                       | 田中将大G・サンチェスD・ルメイユG・トーレスG・ウルシェラD・グレゴリウスG・スタントンB・ガードナーA・ジャッジE・エンカー · ナシオン | Z・グレインキー          | Z・グレインキー          | Z・グレインキー          | 右                       | Z・グレインキーR・チリノスY・グリエルJ・アルトゥーベA・ブレグマンC・コレアM・ブラントリーG・スプリンガーK・タッカーY・アルバレス |

### 第2戦 10月13日
- ミニッツメイド・パーク（テキサス州ヒューストン）

|                          | 1 | 2 | 3 | 4 | 5 | 6 | 7 | 8 | 9 | 10 | 11 | R | H | E |
| ------------------------ | - | - | - | - | - | - | - | - | - | -- | -- | - | - | - |
| ニューヨーク・ヤンキース | 0 | 0 | 0 | 2 | 0 | 0 | 0 | 0 | 0 | 0  | 0  | 2 | 6 | 0 |
| ヒューストン・アストロズ | 0 | 1 | 0 | 0 | 1 | 0 | 0 | 0 | 0 | 0  | 1x | 3 | 7 | 0 |

1. 勝利：ジョシュ・ジェームズ（1勝）
2. 敗戦：J.A.ハップ（1敗）
3. 本塁打
NYY：アーロン・ジャッジ1号2ラン
HOU：ジョージ・スプリンガー1号ソロ、カルロス・コレア1号ソロ
4. 審判
［球審］コーリー・ブレイザー
［塁審］一塁: ジェフ・ネルソン、二塁: ダン・ベリーノ、三塁: カーウィン・ダンリー
［外審］左翼: マーク・カールソン、右翼: ビル・ウェルキー
5. 試合開始時刻: 中部夏時間（UTC-5）午後7時9分  試合時間: 4時間49分  観客: 4万3359人  気温: 73°F（22.8°C）
詳細: MLB.com Gameday / ESPN.com / Baseball-Reference.com / Fangraphs

| ニューヨーク・ヤンキース | ニューヨーク・ヤンキース | ニューヨーク・ヤンキース | ニューヨーク・ヤンキース | ニューヨーク・ヤンキース | ヒューストン・アストロズ | ヒューストン・アストロズ | ヒューストン・アストロズ | ヒューストン・アストロズ | ヒューストン・アストロズ |
| ------------------------ | ------------------------ | ------------------------ | ------------------------ | --- | ------------------------ | ------------------------ | ------------------------ | ------------------------ | --- |
| 打順                     | 守備                     | 選手                     | 打席                     | J・パクストンG・サンチェスD・ルメイユG・トーレスG・ウルシェラD・グレゴリウスC・メイビンB・ガードナーA・ジャッジE・エンカー · ナシオン | 打順                     | 守備                     | 選手                     | 打席                     | J・バーランダーR・チリノスY・グリエルJ・アルトゥーベA・ブレグマンC・コレアM・ブラントリーJ・マリスニックG・スプリンガーY・アルバレス |
| 1                        | 一                       | D・ルメイユ              | 右                       | J・パクストンG・サンチェスD・ルメイユG・トーレスG・ウルシェラD・グレゴリウスC・メイビンB・ガードナーA・ジャッジE・エンカー · ナシオン | 1                        | 右                       | G・スプリンガー          | 右                       | J・バーランダーR・チリノスY・グリエルJ・アルトゥーベA・ブレグマンC・コレアM・ブラントリーJ・マリスニックG・スプリンガーY・アルバレス |
| 2                        | 右                       | A・ジャッジ              | 右                       | J・パクストンG・サンチェスD・ルメイユG・トーレスG・ウルシェラD・グレゴリウスC・メイビンB・ガードナーA・ジャッジE・エンカー · ナシオン | 2                        | 左                       | M・ブラントリー          | 左                       | J・バーランダーR・チリノスY・グリエルJ・アルトゥーベA・ブレグマンC・コレアM・ブラントリーJ・マリスニックG・スプリンガーY・アルバレス |
| 3                        | 二                       | G・トーレス              | 右                       | J・パクストンG・サンチェスD・ルメイユG・トーレスG・ウルシェラD・グレゴリウスC・メイビンB・ガードナーA・ジャッジE・エンカー · ナシオン | 3                        | 二                       | J・アルトゥーベ          | 右                       | J・バーランダーR・チリノスY・グリエルJ・アルトゥーベA・ブレグマンC・コレアM・ブラントリーJ・マリスニックG・スプリンガーY・アルバレス |
| 4                        | DH                       | E・エンカーナシオン      | 右                       | J・パクストンG・サンチェスD・ルメイユG・トーレスG・ウルシェラD・グレゴリウスC・メイビンB・ガードナーA・ジャッジE・エンカー · ナシオン | 4                        | 三                       | A・ブレグマン            | 右                       | J・バーランダーR・チリノスY・グリエルJ・アルトゥーベA・ブレグマンC・コレアM・ブラントリーJ・マリスニックG・スプリンガーY・アルバレス |
| 5                        | 中                       | B・ガードナー            | 左                       | J・パクストンG・サンチェスD・ルメイユG・トーレスG・ウルシェラD・グレゴリウスC・メイビンB・ガードナーA・ジャッジE・エンカー · ナシオン | 5                        | DH                       | Y・アルバレス            | 左                       | J・バーランダーR・チリノスY・グリエルJ・アルトゥーベA・ブレグマンC・コレアM・ブラントリーJ・マリスニックG・スプリンガーY・アルバレス |
| 6                        | 捕                       | G・サンチェス            | 右                       | J・パクストンG・サンチェスD・ルメイユG・トーレスG・ウルシェラD・グレゴリウスC・メイビンB・ガードナーA・ジャッジE・エンカー · ナシオン | 6                        | 一                       | Y・グリエル              | 右                       | J・バーランダーR・チリノスY・グリエルJ・アルトゥーベA・ブレグマンC・コレアM・ブラントリーJ・マリスニックG・スプリンガーY・アルバレス |
| 7                        | 三                       | G・ウルシェラ            | 右                       | J・パクストンG・サンチェスD・ルメイユG・トーレスG・ウルシェラD・グレゴリウスC・メイビンB・ガードナーA・ジャッジE・エンカー · ナシオン | 7                        | 遊                       | C・コレア                | 右                       | J・バーランダーR・チリノスY・グリエルJ・アルトゥーベA・ブレグマンC・コレアM・ブラントリーJ・マリスニックG・スプリンガーY・アルバレス |
| 8                        | 左                       | C・メイビン              | 右                       | J・パクストンG・サンチェスD・ルメイユG・トーレスG・ウルシェラD・グレゴリウスC・メイビンB・ガードナーA・ジャッジE・エンカー · ナシオン | 8                        | 捕                       | R・チリノス              | 右                       | J・バーランダーR・チリノスY・グリエルJ・アルトゥーベA・ブレグマンC・コレアM・ブラントリーJ・マリスニックG・スプリンガーY・アルバレス |
| 9                        | 遊                       | D・グレゴリウス          | 左                       | J・パクストンG・サンチェスD・ルメイユG・トーレスG・ウルシェラD・グレゴリウスC・メイビンB・ガードナーA・ジャッジE・エンカー · ナシオン | 9                        | 中                       | J・マリスニック          | 右                       | J・バーランダーR・チリノスY・グリエルJ・アルトゥーベA・ブレグマンC・コレアM・ブラントリーJ・マリスニックG・スプリンガーY・アルバレス |
| 先発投手                 | 先発投手                 | 先発投手                 | 投球                     | J・パクストンG・サンチェスD・ルメイユG・トーレスG・ウルシェラD・グレゴリウスC・メイビンB・ガードナーA・ジャッジE・エンカー · ナシオン | 先発投手                 | 先発投手                 | 先発投手                 | 投球                     | J・バーランダーR・チリノスY・グリエルJ・アルトゥーベA・ブレグマンC・コレアM・ブラントリーJ・マリスニックG・スプリンガーY・アルバレス |
| J・パクストン            | J・パクストン            | J・パクストン            | 左                       | J・パクストンG・サンチェスD・ルメイユG・トーレスG・ウルシェラD・グレゴリウスC・メイビンB・ガードナーA・ジャッジE・エンカー · ナシオン | J・バーランダー          | J・バーランダー          | J・バーランダー          | 右                       | J・バーランダーR・チリノスY・グリエルJ・アルトゥーベA・ブレグマンC・コレアM・ブラントリーJ・マリスニックG・スプリンガーY・アルバレス |

### 第3戦 10月15日
- ヤンキー・スタジアム（ニューヨーク州ニューヨーク市ブロンクス区）

|                          | 1 | 2 | 3 | 4 | 5 | 6 | 7 | 8 | 9 | R | H | E |
| ------------------------ | - | - | - | - | - | - | - | - | - | - | - | - |
| ヒューストン・アストロズ | 1 | 1 | 0 | 0 | 0 | 0 | 2 | 0 | 0 | 4 | 7 | 0 |
| ニューヨーク・ヤンキース | 0 | 0 | 0 | 0 | 0 | 0 | 0 | 1 | 0 | 1 | 5 | 1 |

1. 勝利：ゲリット・コール（1勝）
2. セーブ：ロベルト・オスナ（1S）
3. 敗戦：ルイス・セベリーノ（1敗）
4. 本塁打
HOU：ホセ・アルトゥーベ1号ソロ、ジョシュ・レディック1号ソロ
NYY：グレイバー・トーレス2号ソロ
5. 審判
［球審］ジェフ・ネルソン（4回裏まで）→カーウィン・ダンリー（5回表から、ネルソンの負傷退場により交代）
［塁審］一塁: ダン・ベリーノ、二塁: カーウィン・ダンリー（4回裏まで）→マーク・カールソン（5回表から）、三塁: マーク・カールソン（4回裏まで）→マービン・ハドソン（5回表から）
［外審］左翼: マービン・ハドソン（4回裏まで）→不在（5回表から）、右翼: コーリー・ブレイザー
6. 試合開始時刻: 東部夏時間（UTC-4）午後4時8分  試合時間: 3時間44分  観客: 4万8998人  気温: 64°F（17.8°C）
詳細: MLB.com Gameday / ESPN.com / Baseball-Reference.com / Fangraphs

| ヒューストン・アストロズ | ヒューストン・アストロズ | ヒューストン・アストロズ | ヒューストン・アストロズ | ヒューストン・アストロズ | ニューヨーク・ヤンキース | ニューヨーク・ヤンキース | ニューヨーク・ヤンキース | ニューヨーク・ヤンキース | ニューヨーク・ヤンキース |
| ------------------------ | ------------------------ | ------------------------ | ------------------------ | --- | ------------------------ | ------------------------ | ------------------------ | ------------------------ | --- |
| 打順                     | 守備                     | 選手                     | 打席                     | G・コールM・マルドナードY・グリエルJ・アルトゥーベA・ブレグマンC・コレアM・ブラントリーG・スプリンガーJ・レディックY・アルバレス | 打順                     | 守備                     | 選手                     | 打席                     | L・セベリーノG・サンチェスD・ルメイユG・トーレスG・ウルシェラD・グレゴリウスB・ガードナーA・ヒックスA・ジャッジE・エンカー · ナシオン |
| 1                        | 中                       | G・スプリンガー          | 右                       | G・コールM・マルドナードY・グリエルJ・アルトゥーベA・ブレグマンC・コレアM・ブラントリーG・スプリンガーJ・レディックY・アルバレス | 1                        | 一                       | D・ルメイユ              | 右                       | L・セベリーノG・サンチェスD・ルメイユG・トーレスG・ウルシェラD・グレゴリウスB・ガードナーA・ヒックスA・ジャッジE・エンカー · ナシオン |
| 2                        | 二                       | J・アルトゥーベ          | 右                       | G・コールM・マルドナードY・グリエルJ・アルトゥーベA・ブレグマンC・コレアM・ブラントリーG・スプリンガーJ・レディックY・アルバレス | 2                        | 右                       | A・ジャッジ              | 右                       | L・セベリーノG・サンチェスD・ルメイユG・トーレスG・ウルシェラD・グレゴリウスB・ガードナーA・ヒックスA・ジャッジE・エンカー · ナシオン |
| 3                        | 左                       | M・ブラントリー          | 左                       | G・コールM・マルドナードY・グリエルJ・アルトゥーベA・ブレグマンC・コレアM・ブラントリーG・スプリンガーJ・レディックY・アルバレス | 3                        | 左                       | B・ガードナー            | 左                       | L・セベリーノG・サンチェスD・ルメイユG・トーレスG・ウルシェラD・グレゴリウスB・ガードナーA・ヒックスA・ジャッジE・エンカー · ナシオン |
| 4                        | 三                       | A・ブレグマン            | 右                       | G・コールM・マルドナードY・グリエルJ・アルトゥーベA・ブレグマンC・コレアM・ブラントリーG・スプリンガーJ・レディックY・アルバレス | 4                        | DH                       | E・エンカーナシオン      | 右                       | L・セベリーノG・サンチェスD・ルメイユG・トーレスG・ウルシェラD・グレゴリウスB・ガードナーA・ヒックスA・ジャッジE・エンカー · ナシオン |
| 5                        | 一                       | Y・グリエル              | 右                       | G・コールM・マルドナードY・グリエルJ・アルトゥーベA・ブレグマンC・コレアM・ブラントリーG・スプリンガーJ・レディックY・アルバレス | 5                        | 二                       | G・トーレス              | 右                       | L・セベリーノG・サンチェスD・ルメイユG・トーレスG・ウルシェラD・グレゴリウスB・ガードナーA・ヒックスA・ジャッジE・エンカー · ナシオン |
| 6                        | DH                       | Y・アルバレス            | 左                       | G・コールM・マルドナードY・グリエルJ・アルトゥーベA・ブレグマンC・コレアM・ブラントリーG・スプリンガーJ・レディックY・アルバレス | 6                        | 遊                       | D・グレゴリウス          | 左                       | L・セベリーノG・サンチェスD・ルメイユG・トーレスG・ウルシェラD・グレゴリウスB・ガードナーA・ヒックスA・ジャッジE・エンカー · ナシオン |
| 7                        | 遊                       | C・コレア                | 右                       | G・コールM・マルドナードY・グリエルJ・アルトゥーベA・ブレグマンC・コレアM・ブラントリーG・スプリンガーJ・レディックY・アルバレス | 7                        | 捕                       | G・サンチェス            | 右                       | L・セベリーノG・サンチェスD・ルメイユG・トーレスG・ウルシェラD・グレゴリウスB・ガードナーA・ヒックスA・ジャッジE・エンカー · ナシオン |
| 8                        | 右                       | J・レディック            | 左                       | G・コールM・マルドナードY・グリエルJ・アルトゥーベA・ブレグマンC・コレアM・ブラントリーG・スプリンガーJ・レディックY・アルバレス | 8                        | 三                       | G・ウルシェラ            | 右                       | L・セベリーノG・サンチェスD・ルメイユG・トーレスG・ウルシェラD・グレゴリウスB・ガードナーA・ヒックスA・ジャッジE・エンカー · ナシオン |
| 9                        | 捕                       | M・マルドナード          | 右                       | G・コールM・マルドナードY・グリエルJ・アルトゥーベA・ブレグマンC・コレアM・ブラントリーG・スプリンガーJ・レディックY・アルバレス | 9                        | 中                       | A・ヒックス              | 両                       | L・セベリーノG・サンチェスD・ルメイユG・トーレスG・ウルシェラD・グレゴリウスB・ガードナーA・ヒックスA・ジャッジE・エンカー · ナシオン |
| 先発投手                 | 先発投手                 | 先発投手                 | 投球                     | G・コールM・マルドナードY・グリエルJ・アルトゥーベA・ブレグマンC・コレアM・ブラントリーG・スプリンガーJ・レディックY・アルバレス | 先発投手                 | 先発投手                 | 先発投手                 | 投球                     | L・セベリーノG・サンチェスD・ルメイユG・トーレスG・ウルシェラD・グレゴリウスB・ガードナーA・ヒックスA・ジャッジE・エンカー · ナシオン |
| G・コール                | G・コール                | G・コール                | 右                       | G・コールM・マルドナードY・グリエルJ・アルトゥーベA・ブレグマンC・コレアM・ブラントリーG・スプリンガーJ・レディックY・アルバレス | L・セベリーノ            | L・セベリーノ            | L・セベリーノ            | 右                       | L・セベリーノG・サンチェスD・ルメイユG・トーレスG・ウルシェラD・グレゴリウスB・ガードナーA・ヒックスA・ジャッジE・エンカー · ナシオン |

### 第4戦 10月17日
- ヤンキー・スタジアム（ニューヨーク州ニューヨーク市ブロンクス区）

|                          | 1 | 2 | 3 | 4 | 5 | 6 | 7 | 8 | 9 | R | H | E |
| ------------------------ | - | - | - | - | - | - | - | - | - | - | - | - |
| ヒューストン・アストロズ | 0 | 0 | 3 | 0 | 0 | 3 | 0 | 1 | 1 | 8 | 8 | 1 |
| ニューヨーク・ヤンキース | 1 | 0 | 0 | 0 | 0 | 2 | 0 | 0 | 0 | 3 | 5 | 4 |

1. 勝利：ライアン・プレスリー（1勝）
2. 敗戦：田中将大（1勝1敗）
3. 本塁打
HOU：ジョージ・スプリンガー2号3ラン、カルロス・コレア2号3ラン
NYY：ゲイリー・サンチェス1号2ラン
4. 審判
［球審］ダン・ベリーノ
［塁審］一塁: マーク・カールソン、二塁: マービン・ハドソン、三塁: マイク・エベリット
［外審］左翼: コーリー・ブレイザー、右翼: カーウィン・ダンリー
5. 試合開始時刻: 東部夏時間（UTC-4）午後8時9分  試合時間: 4時間19分  観客: 4万9067人  気温: 56°F（13.3°C）
詳細: MLB.com Gameday / ESPN.com / Baseball-Reference.com / Fangraphs

| ヒューストン・アストロズ | ヒューストン・アストロズ | ヒューストン・アストロズ | ヒューストン・アストロズ | ヒューストン・アストロズ | ニューヨーク・ヤンキース | ニューヨーク・ヤンキース | ニューヨーク・ヤンキース | ニューヨーク・ヤンキース | ニューヨーク・ヤンキース |
| ------------------------ | ------------------------ | ------------------------ | ------------------------ | --- | ------------------------ | ------------------------ | ------------------------ | ------------------------ | --- |
| 打順                     | 守備                     | 選手                     | 打席                     | Z・グレインキーR・チリノスY・グリエルJ・アルトゥーベA・ブレグマンC・コレアM・ブラントリーG・スプリンガーJ・レディックY・アルバレス | 打順                     | 守備                     | 選手                     | 打席                     | 田中将大G・サンチェスD・ルメイユG・トーレスG・ウルシェラD・グレゴリウスB・ガードナーA・ヒックスA・ジャッジE・エンカー · ナシオン |
| 1                        | 中                       | G・スプリンガー          | 右                       | Z・グレインキーR・チリノスY・グリエルJ・アルトゥーベA・ブレグマンC・コレアM・ブラントリーG・スプリンガーJ・レディックY・アルバレス | 1                        | 一                       | D・ルメイユ              | 右                       | 田中将大G・サンチェスD・ルメイユG・トーレスG・ウルシェラD・グレゴリウスB・ガードナーA・ヒックスA・ジャッジE・エンカー · ナシオン |
| 2                        | 二                       | J・アルトゥーベ          | 右                       | Z・グレインキーR・チリノスY・グリエルJ・アルトゥーベA・ブレグマンC・コレアM・ブラントリーG・スプリンガーJ・レディックY・アルバレス | 2                        | 右                       | A・ジャッジ              | 右                       | 田中将大G・サンチェスD・ルメイユG・トーレスG・ウルシェラD・グレゴリウスB・ガードナーA・ヒックスA・ジャッジE・エンカー · ナシオン |
| 3                        | 左                       | M・ブラントリー          | 左                       | Z・グレインキーR・チリノスY・グリエルJ・アルトゥーベA・ブレグマンC・コレアM・ブラントリーG・スプリンガーJ・レディックY・アルバレス | 3                        | 中                       | A・ヒックス              | 両                       | 田中将大G・サンチェスD・ルメイユG・トーレスG・ウルシェラD・グレゴリウスB・ガードナーA・ヒックスA・ジャッジE・エンカー · ナシオン |
| 4                        | 三                       | A・ブレグマン            | 右                       | Z・グレインキーR・チリノスY・グリエルJ・アルトゥーベA・ブレグマンC・コレアM・ブラントリーG・スプリンガーJ・レディックY・アルバレス | 4                        | 二                       | G・トーレス              | 右                       | 田中将大G・サンチェスD・ルメイユG・トーレスG・ウルシェラD・グレゴリウスB・ガードナーA・ヒックスA・ジャッジE・エンカー · ナシオン |
| 5                        | 一                       | Y・グリエル              | 右                       | Z・グレインキーR・チリノスY・グリエルJ・アルトゥーベA・ブレグマンC・コレアM・ブラントリーG・スプリンガーJ・レディックY・アルバレス | 5                        | DH                       | E・エンカーナシオン      | 右                       | 田中将大G・サンチェスD・ルメイユG・トーレスG・ウルシェラD・グレゴリウスB・ガードナーA・ヒックスA・ジャッジE・エンカー · ナシオン |
| 6                        | DH                       | Y・アルバレス            | 左                       | Z・グレインキーR・チリノスY・グリエルJ・アルトゥーベA・ブレグマンC・コレアM・ブラントリーG・スプリンガーJ・レディックY・アルバレス | 6                        | 左                       | B・ガードナー            | 左                       | 田中将大G・サンチェスD・ルメイユG・トーレスG・ウルシェラD・グレゴリウスB・ガードナーA・ヒックスA・ジャッジE・エンカー · ナシオン |
| 7                        | 遊                       | C・コレア                | 右                       | Z・グレインキーR・チリノスY・グリエルJ・アルトゥーベA・ブレグマンC・コレアM・ブラントリーG・スプリンガーJ・レディックY・アルバレス | 7                        | 捕                       | G・サンチェス            | 右                       | 田中将大G・サンチェスD・ルメイユG・トーレスG・ウルシェラD・グレゴリウスB・ガードナーA・ヒックスA・ジャッジE・エンカー · ナシオン |
| 8                        | 捕                       | R・チリノス              | 右                       | Z・グレインキーR・チリノスY・グリエルJ・アルトゥーベA・ブレグマンC・コレアM・ブラントリーG・スプリンガーJ・レディックY・アルバレス | 8                        | 三                       | G・ウルシェラ            | 右                       | 田中将大G・サンチェスD・ルメイユG・トーレスG・ウルシェラD・グレゴリウスB・ガードナーA・ヒックスA・ジャッジE・エンカー · ナシオン |
| 9                        | 右                       | J・レディック            | 左                       | Z・グレインキーR・チリノスY・グリエルJ・アルトゥーベA・ブレグマンC・コレアM・ブラントリーG・スプリンガーJ・レディックY・アルバレス | 9                        | 遊                       | D・グレゴリウス          | 左                       | 田中将大G・サンチェスD・ルメイユG・トーレスG・ウルシェラD・グレゴリウスB・ガードナーA・ヒックスA・ジャッジE・エンカー · ナシオン |
| 先発投手                 | 先発投手                 | 先発投手                 | 投球                     | Z・グレインキーR・チリノスY・グリエルJ・アルトゥーベA・ブレグマンC・コレアM・ブラントリーG・スプリンガーJ・レディックY・アルバレス | 先発投手                 | 先発投手                 | 先発投手                 | 投球                     | 田中将大G・サンチェスD・ルメイユG・トーレスG・ウルシェラD・グレゴリウスB・ガードナーA・ヒックスA・ジャッジE・エンカー · ナシオン |
| Z・グレインキー          | Z・グレインキー          | Z・グレインキー          | 右                       | Z・グレインキーR・チリノスY・グリエルJ・アルトゥーベA・ブレグマンC・コレアM・ブラントリーG・スプリンガーJ・レディックY・アルバレス | 田中将大                 | 田中将大                 | 田中将大                 | 右                       | 田中将大G・サンチェスD・ルメイユG・トーレスG・ウルシェラD・グレゴリウスB・ガードナーA・ヒックスA・ジャッジE・エンカー · ナシオン |

### 第5戦 10月18日
- ヤンキー・スタジアム（ニューヨーク州ニューヨーク市ブロンクス区）

|                          | 1 | 2 | 3 | 4 | 5 | 6 | 7 | 8 | 9 | R | H | E |
| ------------------------ | - | - | - | - | - | - | - | - | - | - | - | - |
| ヒューストン・アストロズ | 1 | 0 | 0 | 0 | 0 | 0 | 0 | 0 | 0 | 1 | 5 | 0 |
| ニューヨーク・ヤンキース | 4 | 0 | 0 | 0 | 0 | 0 | 0 | 0 | X | 4 | 5 | 0 |

1. 勝利：ジェームズ・パクストン（1勝）
2. セーブ：アロルディス・チャップマン（1S）
3. 敗戦：ジャスティン・バーランダー（1敗）
4. 本塁打
NYY：DJ・ルメイユ1号ソロ、アーロン・ヒックス1号3ラン
5. 審判
［球審］マーク・カールソン
［塁審］一塁: マービン・ハドソン、二塁: マイク・エベリット、三塁: コーリー・ブレイザー
［外審］左翼: カーウィン・ダンリー、右翼: ダン・ベリーノ
6. 試合開始時刻: 東部夏時間（UTC-4）午後7時9分  試合時間: 2時間59分  観客: 4万8483人  気温: 52°F（11.1°C）
詳細: MLB.com Gameday / ESPN.com / Baseball-Reference.com / Fangraphs

| ヒューストン・アストロズ | ヒューストン・アストロズ | ヒューストン・アストロズ | ヒューストン・アストロズ | ヒューストン・アストロズ | ニューヨーク・ヤンキース | ニューヨーク・ヤンキース | ニューヨーク・ヤンキース | ニューヨーク・ヤンキース | ニューヨーク・ヤンキース |
| ------------------------ | ------------------------ | ------------------------ | ------------------------ | --- | ------------------------ | ------------------------ | ------------------------ | ------------------------ | --- |
| 打順                     | 守備                     | 選手                     | 打席                     | J・バーランダーR・チリノスY・グリエルJ・アルトゥーベA・ブレグマンC・コレアM・ブラントリーJ・マリスニックG・スプリンガーY・アルバレス | 打順                     | 守備                     | 選手                     | 打席                     | J・パクストンG・サンチェスD・ルメイユG・トーレスG・ウルシェラD・グレゴリウスB・ガードナーA・ヒックスA・ジャッジG・スタントン |
| 1                        | 右                       | G・スプリンガー          | 右                       | J・バーランダーR・チリノスY・グリエルJ・アルトゥーベA・ブレグマンC・コレアM・ブラントリーJ・マリスニックG・スプリンガーY・アルバレス | 1                        | 一                       | D・ルメイユ              | 右                       | J・パクストンG・サンチェスD・ルメイユG・トーレスG・ウルシェラD・グレゴリウスB・ガードナーA・ヒックスA・ジャッジG・スタントン |
| 2                        | 二                       | J・アルトゥーベ          | 右                       | J・バーランダーR・チリノスY・グリエルJ・アルトゥーベA・ブレグマンC・コレアM・ブラントリーJ・マリスニックG・スプリンガーY・アルバレス | 2                        | 右                       | A・ジャッジ              | 右                       | J・パクストンG・サンチェスD・ルメイユG・トーレスG・ウルシェラD・グレゴリウスB・ガードナーA・ヒックスA・ジャッジG・スタントン |
| 3                        | 左                       | M・ブラントリー          | 左                       | J・バーランダーR・チリノスY・グリエルJ・アルトゥーベA・ブレグマンC・コレアM・ブラントリーJ・マリスニックG・スプリンガーY・アルバレス | 3                        | 二                       | G・トーレス              | 右                       | J・パクストンG・サンチェスD・ルメイユG・トーレスG・ウルシェラD・グレゴリウスB・ガードナーA・ヒックスA・ジャッジG・スタントン |
| 4                        | 三                       | A・ブレグマン            | 右                       | J・バーランダーR・チリノスY・グリエルJ・アルトゥーベA・ブレグマンC・コレアM・ブラントリーJ・マリスニックG・スプリンガーY・アルバレス | 4                        | DH                       | G・スタントン            | 右                       | J・パクストンG・サンチェスD・ルメイユG・トーレスG・ウルシェラD・グレゴリウスB・ガードナーA・ヒックスA・ジャッジG・スタントン |
| 5                        | 一                       | Y・グリエル              | 右                       | J・バーランダーR・チリノスY・グリエルJ・アルトゥーベA・ブレグマンC・コレアM・ブラントリーJ・マリスニックG・スプリンガーY・アルバレス | 5                        | 中                       | A・ヒックス              | 両                       | J・パクストンG・サンチェスD・ルメイユG・トーレスG・ウルシェラD・グレゴリウスB・ガードナーA・ヒックスA・ジャッジG・スタントン |
| 6                        | 遊                       | C・コレア                | 右                       | J・バーランダーR・チリノスY・グリエルJ・アルトゥーベA・ブレグマンC・コレアM・ブラントリーJ・マリスニックG・スプリンガーY・アルバレス | 6                        | 捕                       | G・サンチェス            | 右                       | J・パクストンG・サンチェスD・ルメイユG・トーレスG・ウルシェラD・グレゴリウスB・ガードナーA・ヒックスA・ジャッジG・スタントン |
| 7                        | DH                       | Y・アルバレス            | 左                       | J・バーランダーR・チリノスY・グリエルJ・アルトゥーベA・ブレグマンC・コレアM・ブラントリーJ・マリスニックG・スプリンガーY・アルバレス | 7                        | 遊                       | D・グレゴリウス          | 左                       | J・パクストンG・サンチェスD・ルメイユG・トーレスG・ウルシェラD・グレゴリウスB・ガードナーA・ヒックスA・ジャッジG・スタントン |
| 8                        | 捕                       | R・チリノス              | 右                       | J・バーランダーR・チリノスY・グリエルJ・アルトゥーベA・ブレグマンC・コレアM・ブラントリーJ・マリスニックG・スプリンガーY・アルバレス | 8                        | 三                       | G・ウルシェラ            | 右                       | J・パクストンG・サンチェスD・ルメイユG・トーレスG・ウルシェラD・グレゴリウスB・ガードナーA・ヒックスA・ジャッジG・スタントン |
| 9                        | 中                       | J・マリスニック          | 右                       | J・バーランダーR・チリノスY・グリエルJ・アルトゥーベA・ブレグマンC・コレアM・ブラントリーJ・マリスニックG・スプリンガーY・アルバレス | 9                        | 左                       | B・ガードナー            | 左                       | J・パクストンG・サンチェスD・ルメイユG・トーレスG・ウルシェラD・グレゴリウスB・ガードナーA・ヒックスA・ジャッジG・スタントン |
| 先発投手                 | 先発投手                 | 先発投手                 | 投球                     | J・バーランダーR・チリノスY・グリエルJ・アルトゥーベA・ブレグマンC・コレアM・ブラントリーJ・マリスニックG・スプリンガーY・アルバレス | 先発投手                 | 先発投手                 | 先発投手                 | 投球                     | J・パクストンG・サンチェスD・ルメイユG・トーレスG・ウルシェラD・グレゴリウスB・ガードナーA・ヒックスA・ジャッジG・スタントン |
| J・バーランダー          | J・バーランダー          | J・バーランダー          | 右                       | J・バーランダーR・チリノスY・グリエルJ・アルトゥーベA・ブレグマンC・コレアM・ブラントリーJ・マリスニックG・スプリンガーY・アルバレス | J・パクストン            | J・パクストン            | J・パクストン            | 左                       | J・パクストンG・サンチェスD・ルメイユG・トーレスG・ウルシェラD・グレゴリウスB・ガードナーA・ヒックスA・ジャッジG・スタントン |

### 第6戦 10月19日
- ミニッツメイド・パーク（テキサス州ヒューストン）

|                          | 1 | 2 | 3 | 4 | 5 | 6 | 7 | 8 | 9  | R | H  | E |
| ------------------------ | - | - | - | - | - | - | - | - | -- | - | -- | - |
| ニューヨーク・ヤンキース | 0 | 1 | 0 | 1 | 0 | 0 | 0 | 0 | 2  | 4 | 10 | 0 |
| ヒューストン・アストロズ | 3 | 0 | 0 | 0 | 0 | 1 | 0 | 0 | 2x | 6 | 6  | 0 |

1. 勝利：ロベルト・オスナ（1勝1S）
2. 敗戦：アロルディス・チャップマン（1敗1S）
3. 本塁打
NYY：ジオ・ウルシェラ2号ソロ、DJ・ルメイユ2号2ラン
HOU：ユリ・グリエル1号3ラン、ホセ・アルトゥーベ2号2ラン
4. 審判
［球審］マービン・ハドソン
［塁審］一塁: マイク・エベリット、二塁: コーリー・ブレイザー、三塁: カーウィン・ダンリー
［外審］左翼: ダン・ベリーノ、右翼: マーク・カールソン
5. 試合開始時刻: 中部夏時間（UTC-5）午後7時8分  試合時間: 4時間9分  観客: 4万3357人  気温: 73°F（22.8°C）
詳細: MLB.com Gameday / ESPN.com / Baseball-Reference.com / Fangraphs

| ニューヨーク・ヤンキース | ニューヨーク・ヤンキース | ニューヨーク・ヤンキース | ニューヨーク・ヤンキース | ニューヨーク・ヤンキース | ヒューストン・アストロズ | ヒューストン・アストロズ | ヒューストン・アストロズ | ヒューストン・アストロズ | ヒューストン・アストロズ |
| ------------------------ | ------------------------ | ------------------------ | ------------------------ | --- | ------------------------ | ------------------------ | ------------------------ | ------------------------ | --- |
| 打順                     | 守備                     | 選手                     | 打席                     | C・グリーンG・サンチェスD・ルメイユG・トーレスG・ウルシェラD・グレゴリウスB・ガードナーA・ヒックスA・ジャッジE・エンカー · ナシオン | 打順                     | 守備                     | 選手                     | 打席                     | B・ピーコックM・マルドナードY・グリエルJ・アルトゥーベA・ブレグマンC・コレアM・ブラントリーG・スプリンガーJ・レディックY・アルバレス |
| 1                        | 一                       | D・ルメイユ              | 右                       | C・グリーンG・サンチェスD・ルメイユG・トーレスG・ウルシェラD・グレゴリウスB・ガードナーA・ヒックスA・ジャッジE・エンカー · ナシオン | 1                        | 中                       | G・スプリンガー          | 右                       | B・ピーコックM・マルドナードY・グリエルJ・アルトゥーベA・ブレグマンC・コレアM・ブラントリーG・スプリンガーJ・レディックY・アルバレス |
| 2                        | 右                       | A・ジャッジ              | 右                       | C・グリーンG・サンチェスD・ルメイユG・トーレスG・ウルシェラD・グレゴリウスB・ガードナーA・ヒックスA・ジャッジE・エンカー · ナシオン | 2                        | 二                       | J・アルトゥーベ          | 右                       | B・ピーコックM・マルドナードY・グリエルJ・アルトゥーベA・ブレグマンC・コレアM・ブラントリーG・スプリンガーJ・レディックY・アルバレス |
| 3                        | 二                       | G・トーレス              | 右                       | C・グリーンG・サンチェスD・ルメイユG・トーレスG・ウルシェラD・グレゴリウスB・ガードナーA・ヒックスA・ジャッジE・エンカー · ナシオン | 3                        | 左                       | M・ブラントリー          | 左                       | B・ピーコックM・マルドナードY・グリエルJ・アルトゥーベA・ブレグマンC・コレアM・ブラントリーG・スプリンガーJ・レディックY・アルバレス |
| 4                        | 中                       | A・ヒックス              | 両                       | C・グリーンG・サンチェスD・ルメイユG・トーレスG・ウルシェラD・グレゴリウスB・ガードナーA・ヒックスA・ジャッジE・エンカー · ナシオン | 4                        | 三                       | A・ブレグマン            | 右                       | B・ピーコックM・マルドナードY・グリエルJ・アルトゥーベA・ブレグマンC・コレアM・ブラントリーG・スプリンガーJ・レディックY・アルバレス |
| 5                        | DH                       | E・エンカーナシオン      | 右                       | C・グリーンG・サンチェスD・ルメイユG・トーレスG・ウルシェラD・グレゴリウスB・ガードナーA・ヒックスA・ジャッジE・エンカー · ナシオン | 5                        | 一                       | Y・グリエル              | 右                       | B・ピーコックM・マルドナードY・グリエルJ・アルトゥーベA・ブレグマンC・コレアM・ブラントリーG・スプリンガーJ・レディックY・アルバレス |
| 6                        | 遊                       | D・グレゴリウス          | 左                       | C・グリーンG・サンチェスD・ルメイユG・トーレスG・ウルシェラD・グレゴリウスB・ガードナーA・ヒックスA・ジャッジE・エンカー · ナシオン | 6                        | 遊                       | C・コレア                | 右                       | B・ピーコックM・マルドナードY・グリエルJ・アルトゥーベA・ブレグマンC・コレアM・ブラントリーG・スプリンガーJ・レディックY・アルバレス |
| 7                        | 捕                       | G・サンチェス            | 右                       | C・グリーンG・サンチェスD・ルメイユG・トーレスG・ウルシェラD・グレゴリウスB・ガードナーA・ヒックスA・ジャッジE・エンカー · ナシオン | 7                        | DH                       | Y・アルバレス            | 左                       | B・ピーコックM・マルドナードY・グリエルJ・アルトゥーベA・ブレグマンC・コレアM・ブラントリーG・スプリンガーJ・レディックY・アルバレス |
| 8                        | 三                       | G・ウルシェラ            | 右                       | C・グリーンG・サンチェスD・ルメイユG・トーレスG・ウルシェラD・グレゴリウスB・ガードナーA・ヒックスA・ジャッジE・エンカー · ナシオン | 8                        | 捕                       | M・マルドナード          | 右                       | B・ピーコックM・マルドナードY・グリエルJ・アルトゥーベA・ブレグマンC・コレアM・ブラントリーG・スプリンガーJ・レディックY・アルバレス |
| 9                        | 左                       | B・ガードナー            | 左                       | C・グリーンG・サンチェスD・ルメイユG・トーレスG・ウルシェラD・グレゴリウスB・ガードナーA・ヒックスA・ジャッジE・エンカー · ナシオン | 9                        | 右                       | J・レディック            | 左                       | B・ピーコックM・マルドナードY・グリエルJ・アルトゥーベA・ブレグマンC・コレアM・ブラントリーG・スプリンガーJ・レディックY・アルバレス |
| 先発投手                 | 先発投手                 | 先発投手                 | 投球                     | C・グリーンG・サンチェスD・ルメイユG・トーレスG・ウルシェラD・グレゴリウスB・ガードナーA・ヒックスA・ジャッジE・エンカー · ナシオン | 先発投手                 | 先発投手                 | 先発投手                 | 投球                     | B・ピーコックM・マルドナードY・グリエルJ・アルトゥーベA・ブレグマンC・コレアM・ブラントリーG・スプリンガーJ・レディックY・アルバレス |
| C・グリーン              | C・グリーン              | C・グリーン              | 右                       | C・グリーンG・サンチェスD・ルメイユG・トーレスG・ウルシェラD・グレゴリウスB・ガードナーA・ヒックスA・ジャッジE・エンカー · ナシオン | B・ピーコック            | B・ピーコック            | B・ピーコック            | 右                       | B・ピーコックM・マルドナードY・グリエルJ・アルトゥーベA・ブレグマンC・コレアM・ブラントリーG・スプリンガーJ・レディックY・アルバレス |